# Zaporizka Balka, Tomakivka
Zaporizka Balka (în ucraineană Запорізька Балка) este un sat în comuna Volodîmîrivka din raionul Tomakivka, regiunea Dnipropetrovsk, Ucraina.

## Demografie
Componența lingvistică a localității Zaporizka Balka
     Ucraineană (92,42%)
     Rusă (7,58%)
Conform recensământului din 2001, majoritatea populației localității Zaporizka Balka era vorbitoare de ucraineană (92,42%), existând în minoritate și vorbitori de rusă (7,58%).